# Gsöllnhof
Gsöllnhof ist ein Gemeindeteil der Stadt Berching im Landkreis Neumarkt in der Oberpfalz.
Kirchlich gehört die Einöde zur Pfarrei Waldkirchen im Dekanat Neumarkt in der Oberpfalz.
Im Ort wird eine Biogasanlage betrieben.
Am 1. Januar 1976 wurde Hermannsberg mit Gsöllnhof nach Berching eingemeindet. Der Gemeindeteil Riedhof kam nach Ittelhofen.